# 大渔路站
大渔路站是昆明地铁3号线的地铁车站，位于中华人民共和国云南省昆明市西山区春雨路与大渔路交叉口，于2017年8月29日开通。

## 车站结构
大渔路站位于春雨路与大渔路交叉口，沿春雨路设置，呈南北走向，为地下两层岛式站台车站，车站长181米，标准段宽19.7米，车站地下一层为站厅层，地下二层为站台层，站台设置全高站台门。
| 地面              | 出入口 | B、C、D出入口 |
| 地下一层          | 站厅   | 客服中心、自动售票机、验票机                                                                                      |
| 地下二层          | 站台   | \| \| \| █ 3号线往东部汽车站（西部汽车站） \| \| 島式 · 開左邊车门 \| \| \| \| \| \| █ 3号线往西山公园（石咀） \| |
|                   |        | █ 3号线往东部汽车站（西部汽车站）                                                                                 |
| 島式 · 開左邊车门 |        | |
|                   |        | █ 3号线往西山公园（石咀）                                                                                         |

## 出入口
大渔路站目前开放3个出入口，各出口及周围设施如下所示：
| 编号                  | 地点   | 建议前往的目的地               | 照片 |
| --------------------- | ------ | ------------------------------ | ---- |
| 出口 · B · 升降机标志 | 大渔路 | 西山区三育学校                 |      |
| 出口 · C              | 春雨路 | 马街中心小学、昆明电机厂大新村 |      |
| 出口 · D              | 春雨路 | 昆明电缆厂                     |      |
| 註： 設有             |        |                                |      |

## 接驳交通

### 公交车
- 大渔路地铁站(春雨路)：6路，C11路，C26路，Z124路

## 车站历史
本站建设时期工程名为小渔村站，开通前确定以大渔路站作为车站正式名称。
- 2012年4月14日，车站主体结构封顶[2]。
- 2017年8月29日，车站随3号线通车开通[1]。
- 2020年1月30日，受新冠疫情影响，车站暂停运营[4]。3月18日，车站恢复运营[5]。